# Букве (Витез)
Букве је насељено место у Босни и Херцеговини у општини Витез. Административно припада Федерацији Босне и Херцеговине, односно њеном Средњобосанском кантону. Према попису становништва из 2013. у насељу је било 211 становника, а већинску популацију у насељу чинили су Бошњаци.

## Становништво
По последњем службеном попису становништва из 2013. године у насељу Букве живело је 211 становника, а село је било етнички хомогено са већинском бошњачком  популацијом.
| Националност | 2013. | 1991.        | 1981.        | 1971.        | 1961.        |
| Бошњаци      | —     | 278 (98,58%) | 314 (100,0%) | 419 (100,0%) | 422 (97,01%) |
| Хрвати       | —     | 2 (0,70%)    |              |              | 1 (0,23%)    |
| Срби         | —     |              |              |              | 6 (1,37%)    |
| Југословени  | —     | 1 (0,35%)    |              |              | 4 (0,92%)    |
| Југословени  | —     |              |              |              | 1 (0,23%)    |
| остали       | —     | 1 (0,35%)    |              |              | 1 (0,23%)    |
| Укупно       | 211   | 282          | 314          | 419          | 435          |